# Валютные ограничения
Валютные ограничения (англ. Currency restrictions) — система мероприятий по ограничению и контролю операций с валютными ценностями. Данные мероприятия проводятся государством в лице специального государственного органа валютного контроля на основе принятых нормативных актов.

## История
Впервые валютные ограничения были приняты в ряде стран ещё в период Первой мировой войны. Широкое распространение они получили в период мирового экономического кризиса 1929—1930 годов.
В годы Второй мировой войны и в послевоенные годы валютные ограничения применялись почти во всех капиталистических странах. Свободу валютных операций сохранили лишь Соединённые Штаты Америки, Швейцария и ряд латиноамериканских государств. При этом в США были запрещены инвестиционные операции с золотом.

## Цели и задачи
Валютные ограничения вводятся в условиях острой несбалансированности (отрицательное сальдо) платёжного баланса. В этих условиях наблюдается утечка иностранной валюты и золота в страны-кредиторы.
Целью введения валютных ограничений является стремление стран-должников уравновесить свой платёжный баланс путём сокращения платежей в резервной валюте и увеличения поступлений в иностранной валюте, что в свою очередь позволяет укрепить курс национальной валюты. В условиях валютных ограничений валютные ресурсы сосредотачиваются в руках государства, обычно в руках Центрального банка или специальных уполномоченных коммерческих, называемых девизными, банков.

## Механизм действия валютных ограничений
Валютные ограничения распространяются прежде всего на импортные операции. Органы валютного контроля определяют приоритетные направления, на которые может быть направлена валюта. Таким образом, импортёры получают лицензию (разрешение) на покупку у банков иностранной валюты, необходимой для оплаты импорта.
Экспортёры обязаны продавать иностранную валюту уполномоченным банкам, иногда Центральному банку, часто по фиксированному официальному курсу. В зависимости от степени нехватки в стране иностранной валюты в законодательных актах устанавливается процент валютной выручки, подлежащей обязательной продажи валюты экспортёрами. Например, в Великобритании в годы Второй мировой войны вся иностранная валюта в обязательном порядке продавалась государству.
В целях стимулирования экспорта и регулирования импорта могут устанавливаться дифференцированные валютные коэффициенты в виде надбавок к официальному курсу, которые применяются при обмене экспортной выручки на национальную валюту. Впервые множественность валютных курсов стала применяться в период мирового экономического кризиса 1929—1933 гг. после отмены золотого стандарта и введения валютных ограничений. В Германии, например, отклонения от официального курса колебались в пределах от 10 до 90 %.
В условиях валютных ограничений отсутствует свободное движение капитала за границу. Ограничения выражаются в виде запрета на перевод иностранной валюты за границу или установления специального разрешительного порядка вывоза иностранной валюты за границу.
По мнению некоторых экономистов, валютные ограничения отрицательно сказываются на интеграции страны в мировую экономическую систему, поэтому рассматриваются ими как временная мера, имеющая целью защиту экономических интересов страны в условиях несбалансированной экономики и
защиты экономических интересов страны.